# Basil Hume
George Basil Hume OSB, OM (2 de març de 1923 – 17 de juny de 1999) va ser un monjo del monestir benedictí de l'Abadia d'Ampleforth i durant 13 anys en va ser l'abat, fins al seu nomenament com a Arquebisbe de Westminster el 1976. Aquell mateix any va ser elevat a cardenal de l'Església catòlica. Des de 1979 va servir com a president de la Conferència Episcopal Catòlica d'Anglaterra i Gal·les. Ocupà aquests càrrecs fins a la seva mort de càncer el 1999. Està enterrat a la capella de Sant Gregori i Sant Agustí, a la catedral de Westminster.
Durant tota la seva vida Hume rebé el respecte del públic en general, més enllà de la comunitat catòlica. Després de la seva mort s'erigí una estàtua d'ell, vestit amb l'hàbit monàstic i amb la creu abacial a la seva ciutat natal de Newcastle upon Tyne, davant la catedral de Santa Maria, que va ser descoberta per la Reina Elisabet II.

## Biografia
Basil Hume va néixer George Haliburton Hume a Newcastle upon Tyne el 1923, fill de Sir William Errington Hume i Marie Elizabeth (nascuda Tisseyre) Hume. El seu pare era protestant i un metge cardíac escocès, i la seva mare era la filla catòlica d'un oficial de l'exèrcit francès. Va tenir 3 germanes i un germà.
Hume va estudiar a l'escola independent Ampleforth College entre els 13 i els 18 anys. En acabar els seus estudis, considerà ingressar als dominics, però acabà ingressant com a novici del monestir benedictí de l'abadia d'Ampleforth a North Yorkshire el 1941, amb 18 anys. Rebé l'hàbit i el nom monàstic de Basil. Va fer la seva professió solemne el 1945.
Després d'estudiar a Ampleforth, Hume va anar a estudiar a St Benet's Hall, Oxford, una institució benedictina, on es graduà amb un batxiller en història moderna. Com que en aquella època era impossible estudiar teologia a Oxford, va anar a la universitat de Friburg per completar els seus estudis teològics, llicenciant-se en teologia.
Hume va ser ordenat prevere el 23 de juliol de 1950. Després tornà a Ampleforth per ensenyar educació religiosa, història, francès i alemany. Serví com a cap del Departament de Llengües Modernes de l'escola abans d'esdevenir abat d'Ampleforth el 1963.
Hume durant tota la seva vida va ser un afeccionat del fúting, de l'esquaix i del Newcastle United F.C.. Hi ha l'anècdota que es trobà amb "Wor" Jackie Milburn, la llegenda del Newcastle United. Tots dos homes sense pretensions, tenien por l'un de l'altre. Després de xerrar una estona, la conversa avançà i un dels dos suggerí que un autògraf seria una bona idea. L'altre acceptà. Ambdós van fer-se enrere i van esperar ser el receptor de l'autògraf, sense adonar-se que l'altre també volia l'autògraf a canvi.

### Arquebisbe
El 9 de febrer de 1976, el Papa Pau VI nomenà Hume arquebisbe de Westminster, el prelat de més alt rang de l'Església catòlica a Anglaterra i Gal·les. No se'l considerava una tria òbvia pel càrrec d'arquebisbe, car li mancava experiència en la direcció d'una diòcesi i, a més, era el primer monjo que ocupava el càrrec des de la restauració de la jerarquia eclesiàstica anglesa el 1850, de manera que va ser vist com un intrús. Va rebre la notícia durant el sopar, i segons va dir més tard, «Haig de confessar-ho, no vaig gaudir de la resta de l'apat.»
Hume va rebre la seva consagració episcopal el 25 de març següent (festivitat de l'Anunciació) de l'Arquebisbe Bruno Heim, amb els bisbes Basil Butler OSB i John McClean servint com a co-consagradors, a la catedral de Westminster.

### Cardenal
Hume va ser creat cardenal prevere de San Silvestro in Capite per Pau VI durant el consistori del 24 de maig de 1976. Va ser un dels cardenals electors dels conclaves d'agost i d'octubre de 1978. Va ser considerat l'anglès més "papable" des del cardenal Pole el 1548-1550.
Durant l'època en què Hume ocupà el càrrec el catolicisme era més acceptat a la societat britànica que mai no havia estat en 400 anys, culminant en la primera visita de la Reina Elisabet II a la catedral de Westminster el 1995. Hume prèviament havia llegit l'Epístola durant la instal·lació de Robert Runcie com a Arquebisbe de Canterbury el 1980. També va ser durant el seu pontificat a Westminster que va tenir lloc la històrica visita de Joan Pau II a Anglaterra el 1982.
El 1998, Hume demanà permís a Joan Pau II per retirar-se, expressant el seu desig de tornar a Ampleforth i dedicar els seus darrers anys a la pau i la solitud, a la pesca amb mosca i a seguir el seu estimat Newcastle United Football Club. La petició va ser denegada.
L'abril del 1999 Hume va ser diagnosticat amb un càncer abdominal inoperable. El 2 de juny d'aquell any, la Reina Elisabet li atorgà l'Orde del Mèrit. Va morir dues setmanes més tard, a Westminster, a l'edat de 76 anys. Després d'un servei funerari emès en viu per la televisió nacional, va ser enterrat a la catedral de Westminster. Joan Pau II, en el seu missatge de condol a l'Església d'Anglaterra i Gal·les, lloà a Hume com un «pastor d'un gran caràcter espiritual i moral».
Hume va ser el darrer Arquebisbe de Westminster que va fer servir un Gentiluomo. El Gentiluomo era una mena d'escorta cerimonial que acompanyava els arquebisbes en les ocasions formals. Com que el rol havia esdevingut arcaic, no se'n nomenà cap després de la mort del gentiluomo de Hume, Anthony Barlett, OBE, el 2001.

## Opinions
Fins i tot quan esdevingué arquebisbe, Hume mai no deixà de veure's a si mateix com un monjo benedictí i d'interpretar els seus deures a la llum d'un abat benedictí: «Hem d'odiar les faltes però estimar els germans» (Regla de Sant Benet, capítol 64:11).
Hume va ser vist com a moderat en les seves posicions teològiques, intentant complaure tant liberals com conservadors. Si bé condemnava les accions homosexuals, acceptava la validesa de l'amor entre homosexuals. S'oposà que les dones poguessin ser sacerdots, però descrivia la majoria dels detractors de Humanae Vitae com "bons, conscients i fidels"". Malgrat aquest comentari, Hume lloava Humanae Vitae i es lamentava que el govern britànic només confiés a fer servir preservatius en la lluita contra la SIDA.

## Controvèrsies
Hume va ser acusat de silenciar un suposat escàndol d'abús sexual al Ampleforth College en no avisar la policia quan rebé una queixa d'uns pares el 1975 sobre el pare Piers Grant-Ferris, fill d'un par de Gilling Castle, antic estudiant d'Ampleforth. El 2005, Grant-Ferris va admetre 20 incidents d'abusos a nens. Això no va ser un incident aïllat i involucrà d'altres monjos i membres laics. El Yorkshire Post informà el 2005 que «els estudiants a la principal escola catòlica han patit dècades d'abusos d'almenys sis pedòfils després de la decisió de l'antic Abat Basil Hume de no cridar la policia en iniciar-se l'escàndol.»

## Llegat
- L'èxit de Hume com a arquebisbe de Westminster (habitualment figurava entre les figures religioses més populars de la Gran Bretanya a les enquestes d'opinió) va ser atribuït per alguns per la gran humilitat i calidesa amb què tractava a tothom amb qui es trobava, independentment de la religió o el rerafons.
- S'erigí una estàtua de Hume a la seva ciutat natal de Newcastle, descoberta per la Reina Elisabet el 2002.[4]
- El Cardinal Hume Centre, amb seu a Westminster, treballa per millorar les vides dels joves sense llar, famílies i d'altres membres de la societat vulnerables i socialment exclosos.[17]
- La rosa Cardinal Hume va ser batejada així en honor seu.
- La Cardinal Hume Catholic School va ser oberta a Wrekenton, part de Gateshead, Tyne and Wear. Substitueix l'antiga St Edmund Campion School i allotja uns 1.000 estudiants.[18]
- El Hume Theatre de la St Mary's Catholic School a Bishop's Stortford va ser batejada així en honor seu. Va ser inaugurat uns anys després de la seva mort.
- El Hume building de la St. Mary's Menston school, inaugurada el 2001, va ser batejada així en honor seu.[19]